# ハインツ・ハイドリヒ
ハインツ・ジークフリート・ハイドリヒ （Heinz Siegfried Heydrich, 1905年9月29日 - 1944年11月19日）は、ドイツのノンフィクション作家。音楽家リヒャルト・ブルーノ・ハイドリヒの息子であり、親衛隊SS大将ラインハルト・ハイドリヒの弟であった人物である。兄の死後、ハインツ・ハイドリヒはホロコーストから逃れるユダヤ人たちに助力した。

## 経歴

### 青年時代
ハインツ・ハイドリヒはハレ・アン・デア・ザーレにおいて、プロテスタント派の作曲家リヒャルト・ブルーノ・ハイドリヒとカトリック派の妻エリザベート・アンナ・マリア・アマリア・クランツの間に生まれた。ハインツの母の父はドレスデン王立音楽学校の校長を務めたオイゲン・クランツであった。ハイドリヒ家は社会的な名望を持ち、豊かな財力を備えていた。リヒャルト・ブルーノ・ハイドリヒはオペラ歌手でもあり、ハレに音楽学校を創設した人物で、3人の子供たちに愛国的な観念を教え込んだドイツ民族主義者であった。ハイドリヒの家庭は非常に厳格であり、子供たちはしばしば懲戒を受けた。青年時代、ハインツはその兄ラインハルトと、模擬の剣術試合を行った。
ハインツの父ブルーノの母エルネスティネ・ヴィルヘルミネは、ブルーノの父にあたるカール・ユリウス・ラインホルト・ハイドリヒの死後にグスタフ・ロベルト・ズュースという人物と再婚しており、これに基づいてブルーノの姓はしばしばハイドリヒ・ズュースと記録された。ズュースは多くのユダヤ系ドイツ人が用いていた姓であったことから、1916年に音楽人名録がこの姓でブルーノを記載すると、ハイドリヒ家はユダヤ系であるという風聞が出回り、プロテスタント派が圧倒的多数であったハレで、学校に入った少年期のハイドリヒ兄弟がからかいに遭う原因となった。内観的な印象を与えていた兄のラインハルトと比べてもハインツの反発は時により激しいもので、ナイフが持ち出される喧嘩沙汰に発展した例もあった。

### SSと軍での経歴

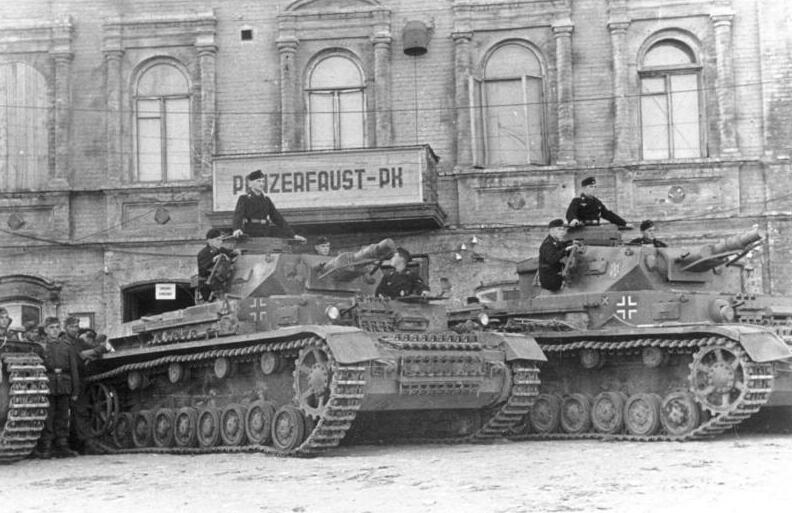
バルコニーに「パンツァーファウスト宣伝中隊」（Propagandakompanie）と掲げられた建物の前に4号戦車F型が並ぶ。第697装甲宣伝中隊による写真。（1942年夏、ソビエト連邦）

ジャーナリストを志望してベルリンに赴いていたハインツ・ハイドリヒは、1931年にラインハルト・ハイドリヒが国家社会主義ドイツ労働者党（NSDAP、ナチス）に加入し、後の親衛隊保安部（SD）の前身である党内諜報組織の編成に取りかかると、その協力者となった。自身もSS中尉となり（隊員番号36,225）、ドイツ国防軍では第697装甲宣伝中隊に所属して兵士向け機関紙『パンツァーファウスト』（Die Panzerfaust）の発行に携わった。当初の彼は熱烈なアドルフ・ヒトラー支持者であり、またナチ党員であった（党員番号2,637,825）。
しかし1942年6月の、ベルリンにおけるラインハルトの国葬の直前に、ハインツはプリンツ・アルブレヒト通り8番地にあったゲシュタポ本部の保管庫から持ち出された、兄の書類を含む大きな小包を受け取った。ハインツは書類とともに、自らの部屋に閉じこもった。翌朝、彼の妻ゲルトルートは、夫が夜を徹して小包封入の文書を焼却していたことに気づいた。前線からの一時帰休中であったハインツは、会話に注意を向けることができなかったと、ハインツの息子ペーター・トマス・ハイドリヒは後に回想した。彼の心はどこか他所にあるかの如くで、まるで石のようであったという。一方のゲルトルートは、ハインツの行動について息子に語ったものの、戦後に至っても小包の内容の話には触れようとしなかった。ペーターの推測では、小包の中の書類はおそらくラインハルトの個人記録であり、ハインツはそこから初めてユダヤ人の組織的絶滅、いわゆる最終的解決の非道ぶりを全て理解したものであった。兄の死の時期を境として、ハインツはそれまでの「楽天的で諧謔に満ち、気まぐれで、明らかに人生を愛している」存在から「常に落ち込んでいて物思いにふける、厳粛な様子の」異なる人間となったと、ペーターは振り返った。
ハインツはその後、身元確認書類を偽造して『パンツァーファウスト』用の印刷機で刷り上げることで、デンマークから中立国のスウェーデンへ向かう経路を主に利用したユダヤ系の人々の脱出を助けている。少なくとも2例の救出案件に助力したことが確認されており、俳優カール・ヨーンのユダヤ系の妻もこの経路を利用した一人であった。

### 自殺
検事に率いられた経済調査委員会から『パンツァーファウスト』の編集者たちに対する調査が入り、自らが露見したと思ったハインツ・ハイドリヒはゲシュタポから家族を護るべく、1944年11月19日の夜に東プロイセンの前線近くの特別列車内で、銃による自殺を遂げた。実際のところは、検事は偽造行為については何も知らず、ただ紙の供給不足の理由を究明しようとしていたものであった。
一方で、ラインハルト・ハイドリヒの次男でハインツの甥にあたるハイダー・ハイドリヒの見解では、彼の叔父は汚職などの不祥事に関わっており、軍法会議での訴追を免れようとしたことがその自殺に繋がったという。いずれにせよ、ドイツ事務所（WASt）によるとハインツは、リーゼンブルク（現ポーランド・プラブティ）の戦没者共同墓地に埋葬された。

## 家族

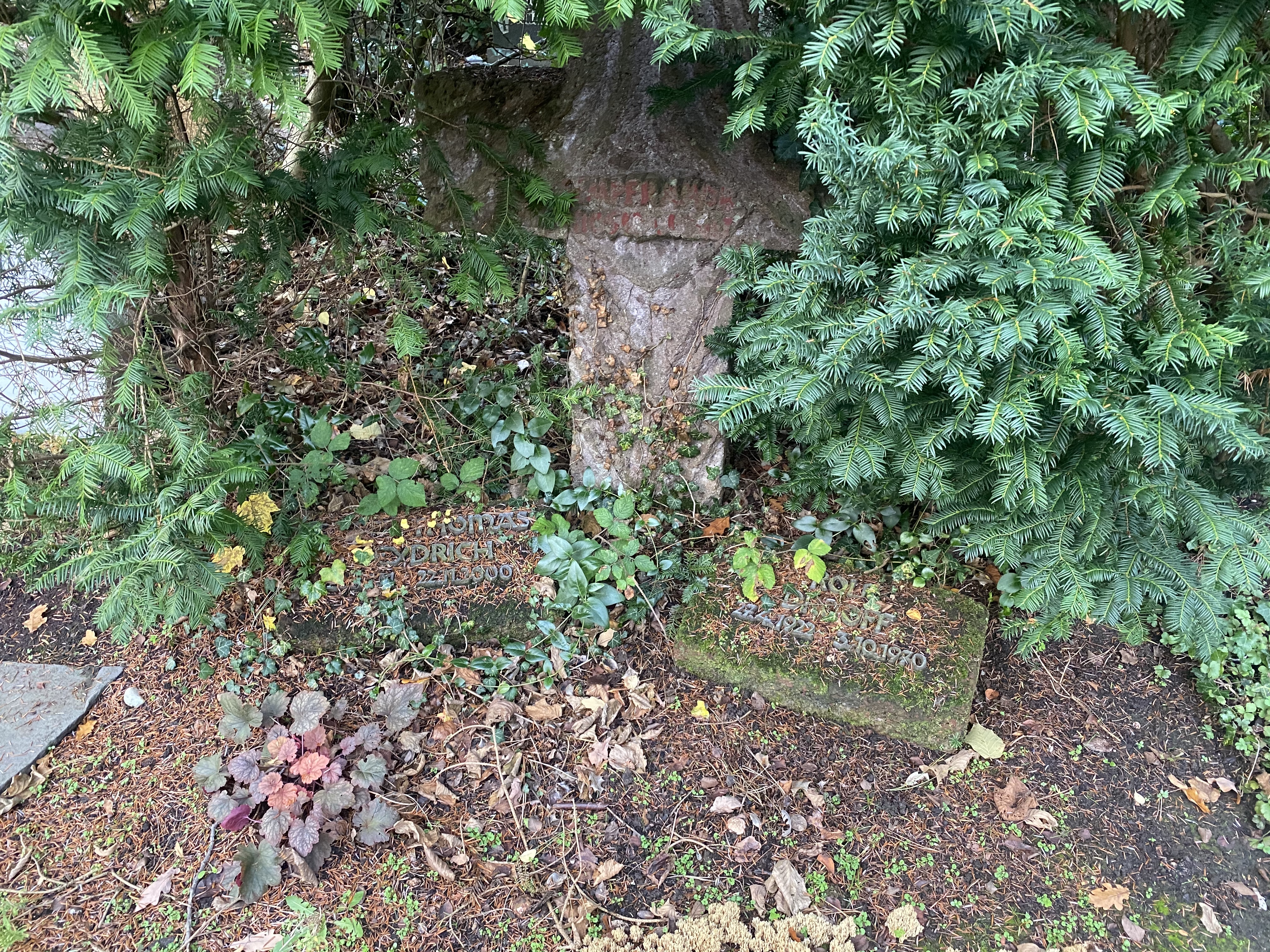
デュッセルドルフ郊外の墓地に葬られた、ペーター・トマス・ハイドリヒの墓石（左側）。（2021年）

ハインツ・ハイドリヒには5人の子がいた。最年長のペーター・トマス・ハイドリヒ（1931年 - 2000年）はドイツの有名なカバレット歌手にして舞台俳優・監督となり、幼年期や父と伯父にまつわる彼の回顧を、友人であるデュッセルドルフの牧師ハンス・ゲオルク・ヴィーデマンらが協力して出版した。本の中でペーター・ハイドリヒは、少年期にラインハルト・ハイドリヒの甥として「皇太子」の栄誉を享受した経緯を述べている。彼の幼少時の記憶には、ラインハルトが白の競技服でフェンシングの試合に臨む姿と、黒の親衛隊制服でヴァイオリンを演奏する姿とが留められており、後に彼はその対比を伯父が備えていた二面性の象徴と解釈した。プラハにおいて、伯父は「高位の獣」と化したと彼は述べた。ラインハルトの甥であることでペーターは幾多の特権を得ており、1945年1月にラインハルトの未亡人リナをプラハ郊外のパネンスケー・ブジェジャニに訪問した際には、付き添いのSS士官にプラハの街を案内され、フラッチャニ地区でかつてのラインハルトの職場を訪れ、貸し切りの映画施設で伯父に関する記録映像を見たと回想する。
戦後の1950年に結核の疑いで治療のためスイスに赴いたペーターは、当地での医師との対話を通じて初めて、彼の伯父が務めた役割や「『ハイドリヒ』の姓が常に、あのような恐ろしい話と結びつけられるであろう」ことに思い至ったという。この認識に自らの気質が受けた大きな影響を「内なる牢獄に閉じ込められていた」と表現する彼の心境に、ゴットフリート・ベンやヘルムート・ゴルヴィツァー、カール・バルトといった文学者や神学者の作品との遭遇が作用を及ぼした。彼は職業芸術家としてはハインリヒ・ハイネ、ベルトルト・ブレヒト、クルト・トゥホルスキーらのナチス時代に発禁処分や焚書に遭った作品を演目に選び、後にはジャーナリストのギッタ・セレニーとのインタビューで一族の過去に関して、亡夫の擁護を続けたリナなどの親族の行動に言及しながら、「私の伯父が行った悪について、誰かが罪の意識を引き受けなければならなかった」と述べた。ペーター・トマス・ハイドリヒは長患いの後、2000年11月22日にデュッセルドルフで亡くなった。

## 親衛隊階級
出典:
- 1935年11月9日、親衛隊少尉
- 1936年11月9日、親衛隊中尉
- 1939年1月30日、親衛隊大尉

## 注記